# Argel Fuchs
Argel Fuchs (született Fucks, Santa Rosa, 1974. szeptember 14. –) brazil válogatott labdarúgó, edző.

## Pályafutása

### Klubcsapatban
Argel pályafutása elején hazájában az Internacional és a Santos játékosa volt, de megfordult Japánban a Tokyo Verdy és a Porto csapatában is. 2001 júniusában a lisszaboni Benfica szerződtette. Tizenegy év után nyert a klub bajnokságot, és Argel kupagyőzelemhez is segítette csapatát. 2005-ben hat hónapot eltöltött a spanyol Racing Santanderben is. Visszavonulása előtt a Cruzeiro és a kínai Hangcsou Greentown csapatában játszott.

### A válogatottban
A brazil válogatottban egy mérkőzést játszott.

### Edzőként
2008. február 8-án a Guaratinguetá vezetőedzője lett, ahol pontosan egy évet töltött. 2009. június 2-án a Campinense élére nevezték ki, 2015 és 2016 között pedig egykori klubja, az Internacional edzője volt. 2016. szeptember 13-án az EC Vitória vezetőedzője lett.

## Statisztika
| Brazil válogatott | Brazil válogatott | Brazil válogatott |
| Időszak           | Mérk.             | gól               |
| ----------------- | ----------------- | ----------------- |
| 1995              | 1                 | 0                 |
| Összesen          | 1                 | 0                 |